# شريف بن سعيدي
شريف بن سعيدي ضابط جزائري في صفوف الجيش الفرنسي اخترق الثورة الجزائري واغتال بعض قادتها ابرزهم علي ملاح.

## النشاة والانتماء للجيش الفرنسي
وُلد شريف بن السعيدي عام 1925 بماجينو سابقا شلالة العذاورةحاليا ولاية المدية، تطوّع في الجيش الفرنسي عندما كان عمره 21 سنة، عمل ضابطا في الجيش الفرنسي ومقاتلا في الحرب الهندوصينية الأولى عام 1956، يتمتع بن سعيدي ببنية جسدية قوية، وعُرف عنه حبه لتولي القيادة والمسؤوليات

## بداية الاتصال ببن سعيدي
بعد إانعقاد مؤتمر الصومام. وتدعيماً للنشاط الثوري، قررت قيادتا الولايتين الرابعة والثالثة البحث عن أكفأ العناصر لتولي زمام المبادرة في حدودها الإقليمية، وجاءت الخطوة الأولى من خلال تعيين مؤتمر الصومام علي ملاح كقائد ميداني للولاية السادسة، هذا الأخير الذي شرع في البحث عن الخبرات القتالية لجيش التحرير الوطني، من أجل تطوير أداء المجاهدين، وكان الاولوية لاصحاب الخبرات السابقة في الجيش الفرنسي، فاغتنم علي ملاح فرصة تواجد الضابط المقاتل شريف بن سعيدي في إجازة بمسقط رأسه بدوار أولاد العقون ولاية المدية واتصل به كي يلتحق بصفوف جيش التحرير الوطني، إلا أن ما يعاب على المتصلين به هو عدم إجراء أي تحقيق عنه أو عن هويته، ليلتحق بن السعيدي بجيش التحرير وهو في سن الثلاثين عام 1956، وتدرج في المسؤوليات حتى أصبح على رأس كتيبة لجيش التحرير، وواحدا من الضباط الذين شكلوا نواة الولاية السادسة.
من الأرجح أن تلك الناحية التحقت بحرب التحرير في السداسي الثاني من سنة 1955 بدفع من الشمال، من منطقة باليسترو (الأخضرية) عبر عين بسام وسور الغزلان، التي كانت تابعة للولاية الرابعة، لتدمج تلك الجهة في الولاية السادسة بعد مؤتمر الصومام.
كانت مدينة قصر البخاري وتحديدا دوار أولاد عياد، مركزا لقيادة شريف بن سعيدي، وقسمت الضفة الشمالية للولاية إلى منطقتين: الأولى بسور الغزلان وعُين قائدا لها عمار الروجي وينوبه الشريف بن سعيدي، وفي نهاية ديسمبر 1956 كان بن سعيدي واحدا من ثلاثة قادة فضلا عن عبد الرحمن جوادي، عمار الروجي يشرفون على تأطير 300 مسلح، وتوجهوا جنوبا لمحاصرة جيش بلونيس. اشتبك عناصر جيش التحرير مع الجيش الفرنسي في حد الصحاري، شمال الجلفة، عام 1957 وفقدوا أكثر من 80 مجاهداً، بعضهم استشهد وبعضهم أُسر، وبعد انتهاء الاشتباك تلاسن أحمد الروجي مع نائبه الشريف بن سعيدي عن سبب هذه الخسارة البشرية الثقيلة. هنا بدأت تلوح حركة تمرد بن السعيدي على قادته في جيش التحرير الوطني.

## بداية تنفيذ المؤامرة
في شتاء 1957، عندما أشعرت قيادة الثورة، العقيد سي الشريف «علي ملاح» بأن هناك شحنة من الأسلحة قد غادرت من المغرب الأقصى إلى الثوار في الداخل باتجاه الولاية السادسة، الأمر الذي دفع بالعقيد سي الشريف إلى جمع جنود الكتائب الثلاث من أجل التوجه إلى الولاية الخامسة لملاقاة دفعة السلاح التي كان يعلق عليها أمالا كبيرة. خصوصا وأن الولاية السادسة الفتية كانت في هذه الفترة تعاني من مشاكل تنظيمية تمثلت بشكل خاص في مشكلتي التأطير والتسليح. وقد عين على رأس الكتائب الثلاث على التوالي كل من الملازم الأول «مصطفى بن عمار» على الكتيبة الأولى، والنقيب «عبد العزيز» على الثانية، و«شريف بن السعيدي» على الكتيبة الثالثة.
وفي بداية شهر مارس انطلقت الكتائب الثلاث في اتجاه الغرب وعند اقترابها من الولاية الخامسة واجهت مشاكل عدة بسبب صعوبة التضاريس المتمثلة في جبال الناظور، ورغم ذلك تمكن الملازم الأول «مصطفى بن عمار» من اجتياز الحاجز الطبيعي مع أفراد الكتيبة الأولى، بينما أكتشف أمر الكتيبة الثانية من طرف قوات الجيش الفرنسي ووقع بين الطرفين اشتباك في الموقع المعروف بالنيف "ENNEF" فقدت من جراء ذلك بعض جنودها، كان على رأسهم قائدها النقيب عبد العزيز، فيما تمكن البعض الآخر من اجتياز الحاجز والالتحاق بأفراد الكتيبة الأولى وتراجع البقية إلى الوراء حيث تتمركز الكتيبة الثالثة التي يقودها «شريف بن سعيدي».
الشريف بن السعيدي لم يكن متحمسا منذ البداية للذهاب إلى الولاية الخامسة، لذلك اغتنم هذه الفرصة، وبعث برسالة عاجلة إلى سي شريف «علي ملاح» يلتمس فيها العودة إلى الولاية السادسة بسبب الخطر الذي يتهددهم، خصوصا بعدما فقدت الكتيبة الثانية قائدها النقيب «عبد العزيز» رفقة مجموعة من جنوده، وما إن وصلت الرسالة إلى العقيد سي الشريف، حتى بعث إليه برد شديد اللهجة، وأمره بمواصلة المهمة مهما كلف الثمن، وتوعده بالإعدام إن عصى أوامره ويبدو أن العقيد سي الشريف لم يستوعب فكرة تأثر رجل عسكري محنك في مستوى بن السعيدي بعائق طبيعي، في الوقت الذي كانت فيه كل الآمال المعلقة على نجاح هذه العملية لا تقدر بثمن.
أحدث موقف سي الشريف، ردود فعل سريعة من طرف شريف بن سعيدي الذي شرع على الفور في إقناع كل من يثق فيهم من كتيبته الذين ينحدرون من عرشه أولاد سلطان بعزم وحزم قيادة الولاية السادسة، الذين معظمهم من الولاية الثالثة على قتله، وأطلعهم على رد العقيد سي الشريف «علي ملاح» الذي تضمن وعدا صريحا بإعدامه إن خالف الأوامر، وعلى هذا الأساس قرروا فيما بينهم العودة سرا إلى الولاية السادسة، وهناك بدأ تمرّده على قيادة الولاية، وشرع في تصفية قادتها، والتنقل بين القرى والمداشر ونفث الاشاعات حولهم، وزرع الفتنة بين القبائل والعرب والتي أتت أكلها حتى في أوساط الجنود.
وفي ثاني وثالث يومين من أفريل 1957، استشهد أحمد الشافعي المدعو عمار الروجي في كمين نصبه له الشريف بن سعيدي في المكان المسمى كرمة شيخة، لينصِّب بن السعيدي نفسه قائدا للمنطقة وعيَّن اثنين من أبناء عشيرته نائبين له.
وبعدها جاء الدور على إطارات أخرى، أوهمهم بن السعيدي بأنه سيعرِّفهم بالمنطقة، بعد حضورهم اجتماعا ترأسه علي ملاح، وهناك استفرد بهم وقتلهم، وكان من بين الضحايا: الرائد عبد الرحمان جوادي، سي بلعيد، سي حسن.
وقصد وصول شريف بن سعيدي إلى قيادة الولاية وهو ما لن يتأتى إلا بعد تصفية قائدها علي ملاح، ولتحقيق مآربه توجه بن السعيدي إلى عين بوسيف، وراسل قائده علي ملاح طالبا منه الحضور إلى عين بوسيف لتدارس الأوضاع التي تزداد سوءاً بالمنطقة، حضر قائد الولاية السادسة ولم يكن يعلم أنها مكيدة من بن السعيدي، فالتقى الرجلان بجبل الشاون قرب دائرة عزيز حاليا، فقتل بن السعيدي علي ملاح وكاتبه الخاص في 31 ماي 1957.

## اكتشاف امره وانهاء مخططاته الدنيئة
وأمام تزايد خطره على الثورة، تحرك سي أمحمد بوقرة قائد الولاية الرابعة للقضاء على هذا الخائن، ما جعله يلجأ وأتباعه إلى الاحتماء بالجيش الفرنسي، فاكتشفت حقيقتُه وأزيح الغموض عن حركته وعلاقته بالثورة.
بعد وصول أنباء اغتيال سي الشريف، تنقل سي أمحمد بوقرة لتفقد الولاية السادسة بمعية لخضر مقراني والرائد علي خوجة، وعقد بوقرة لقاءً مع بن سعيدي بدوار أولاد عقون وأخذ يستفسر منه عن سقوط قادة المنطقة، لكن بن سعيدي كان يكذب ويراوغ، وأُخبر حينها بن السعيدي من بعض أعوانه أن سي بوقرة جاء قاتلاً له، ففر بن السعيدي وارتمى في أحضان الجيش الفرنسي.
بعد هذه المساءلة من طرف سي بوقرة، فرَّ بن السعيدي إلى أحضان فرنسا خوفا من تصفيته من طرف جيش التحرير، إذ استسلم بن السعيدي لفرقة الدرك بعين بوسيف، ورحبت فرنسا بعميلها الجديد، ومنحته رتبة عقيد، ودعمته بالمال والسلاح، وشكل بن السعيدي جيشا قوامه حوالي 850 رجل، استقروا في منطقة جواب بالمدية، وامتد نشاطُه إلى سيدي عيسى وسور الغزلان، والشهبونية، قصر البخاري، عين بوسيف، شلالة لعذاورة، وصولا إلى الجلفة في مناطق حد الصحاري، عين وسارة، وقصر الشلالة.

## تحالف بن سعيدي مع بلونيس
تحالف بن السعيدي مع الحركة الوطنية الجزائرية بقيادة بلونيس واتفق معها على تصفية ما أمكن من قادة جيش التحرير الوطني والوشاية بهم إلى المستعمِر، ووقعت اشتباكاتٌ كبيرة بين قوات جيش التحرير الوطني وقوات موالية لبن السعيدي، الذي سبَّب مصاعب لجيش التحرير كونه خبيراً بالمنطقة التي بادرت الجبهة إلى تغيير إستراتيجيتها فيها والتي لم تلق ارتياح لجنة التنسيق والتنفيذ التي اعتبرتها اعتداءً على صلاحياتها، فتمّ إلحاق المنطقتين الأولى والثانية للولاية السادسة وضمّهما إليها، لتصبح المنطقة الرابعة التابعة لها، وتمّ تعيين مجلس جديد للمنطقة بحث سبل إعادة الثقة بين جيش التحرير والأهالي هناك بعد كل ما زرعه العميل من فتنة، في الوقت الذي تم فيه تكليف الرائد علي خوجة بتشديد الخناق على أتباع السعيدي.
تفوُّق الجبهة كان واضحا وجليا في المنطقة، ولم يلبث جيش العقيد العميل وأن تلاشى وخارت قواه بسبب ما تكبده من ضربات موجعة أتت على عدته وعدده، حتى قطعت فرنسا عنه المؤونة خوفا من وقوعها بيد أفذاذ جيش التحرير، وعند تيقنه من تلاشي أهدافه وطموحاته، فر بن السعيدي في شهر جوان 1962، أي قبل الاستقلال بأيام، إلى فرنسا وانخرط في جيشها برتبة نقيب، قبل أن يتوفى هناك سنوات السبعينيات، وجمعت قواتُ جيش التحرير أتباعه يوما واحدا قبل إعلان الاستقلال ببلدية ماجينو (شلالة لعذاورة) وأعدمت عددا منهم قدّره البعض بـ18 عميلاً، ليُسدل الستار على فصل آخر من فصول العمالة لفرنسا بالولاية الرابعة التاريخية.